# Goephanes pictoides
Goephanes pictoides là một loài bọ cánh cứng trong họ Cerambycidae.